# Cryptus bohemani
Cryptus bohemani är en stekelart som beskrevs av Holmgren 1856. Cryptus bohemani ingår i släktet Cryptus, och familjen brokparasitsteklar. Arten är reproducerande i Sverige.